# Tevita Ratuva
Pas d'image ? Cliquez ici

a Compétitions nationales et continentales officielles uniquement.

b Matchs officiels uniquement.
Dernière mise à jour le 1 juillet 2025.
Tevita Ratuva, né le 8 mai 1995 à Yadua (Fidji), est un joueur international fidjien de rugby à XV. Il joue au poste de deuxième ligne.

## Biographie
Tevita Ratuva est né dans le village de Yadua, dans la province de Nadroga aux Fidji. Il est éduqué au Cuvu College, puis à la Lelean Memorial School.
Il est le frère aîné de Junior Ratuva, joueur de rugby à XIII évoluant aux New Zealand Warriors en NRL. Il est également le neveu des anciens internationaux fidjiens à XV Vula Maimuri et Aca Ratuva.

## Carrière

### En club
Tevita Ratuva commence sa carrière dans son pays natal avec la province de Nadroga, avec qui il dispute la Skipper Cup en 2016,.
En 2017, il part jouer en Australie, et joue dans un premier temps avec le club amateur de Wests Rugby en Queensland Premier Rugby. La même année, il fait partie du groupe élargi de l'équipe fidjienne des Fijian Drua pour préparer le National Rugby Championship (NRC). Il n'obtient toutefois pas de contrat avec la franchise. En lieu et place, il rejoint en cours de saison l'équipe australienne de Brisbane City, évoluant également en NRC. Il dispute les deux dernières rencontres de la saison avec Brisbane,.
Après être rentré brièvement aux Fidji, il signe un contrat d'un an avec l'Union Bordeaux Bègles en juillet 2018,. Arrivé blessé au tibia-péroné, il connaît une longue indisponibilité, et ne reprend la compétition qu'en mars 2019 avec l'équipe espoir,. Il ne joue finalement que dans cette catégorie, et n'est pas conservé par le club girondin au terme de son contrat.
Après quelque temps où il reste sans club, il s'engage en septembre 2019 avec la province galloise des Scarlets en Pro14,. Il joue deux saisons avec cette équipe, disputant dix-neuf rencontres. Il se fait remarquer négativement lors d'une rencontre de Challenge européen face à Toulon en novembre 2019, où il reçoit un carton rouge pour un déblayage dangereux sur Mamuka Gorgodze, qui sera suivi d'une suspension de trois semaines,.
En 2021, il rejoint le CA Brive en Top 14, pour un contrat de deux saisons,. Grâce à ses qualités athlétique et sa gestuelle, il s'impose rapidement dans l'effectif briviste,.
En avril 2025, le club de l'ASM Clermont Auvergne annonce le recrutement de Tevita Ratuva à partir de la saison 2025-2026,  pour une durée de deux ans plus une en option.

### En sélection
Tevita Ratuva joue avec l'équipe des Fidji des moins de 20 ans en 2015, disputant à cette occasion le trophée mondial des moins de 20 ans,.
En 2018, il est sélectionné avec les Fiji Warriors (Fidji A), afin de disputer le Pacific Challenge. Il joue trois matchs lors de la compétition, que son équipe à la place de finaliste,.
Il est sélectionné pour la première fois avec l'équipe des Fidji en mai 2019, lorsqu'il fait partie de la présélection de 50 joueurs annoncé par la Fédération fidjienne de rugby à XV pour disputer la Pacific Nations Cup 2019 et préparer la Coupe du monde au Japon. Il joue son premier match international le 20 juillet 2019 lors d'une rencontre non-officielle face aux Māori All Blacks. Il obtient sa première cape officielle deux semaines plus tard, le 3 août 2019 à l'occasion d'un match contre l'équipe du Canada à Suva.
Il est ensuite sélectionné dans le groupe définitif de 31 joueurs pour disputer la Coupe du monde en août 2019,. Il dispute deux matchs lors de la compétition, face à l'Australie et l'Uruguay.

## Palmarès

### En équipe nationale
- Finaliste du Pacific Challenge en 2015 avec les Fiji Warriors.

## Statistiques en équipe nationale
- 11 sélections[2].
- 5 points[2].
- Sélections par année : 5 en 2019, 1 en 2020, 4 en 2021, 1 en 2022.

Participations à la Coupe du monde :
- 2019 : 2 sélections (Australie, Uruguay)